# Fontaine-la-Guyon
Fontaine-la-Guyon település Franciaországban, Eure-et-Loir megyében. Lakosainak száma 1675 fő (2022. január 1.). Fontaine-la-Guyon Saint-Luperce, Mittainvilliers-Vérigny és Saint-Arnoult-des-Bois községekkel határos.

## Népesség
A település népességének változása:
| Lakosok száma | 488  | 675  | 732  | 1363 | 1635 | 1675 | 1664 | 1696 | 1699 | 1675 |
|               | 1968 | 1982 | 1990 | 2006 | 2013 | 2015 | 2017 | 2019 | 2020 | 2022 |